# Бука (персонаж)

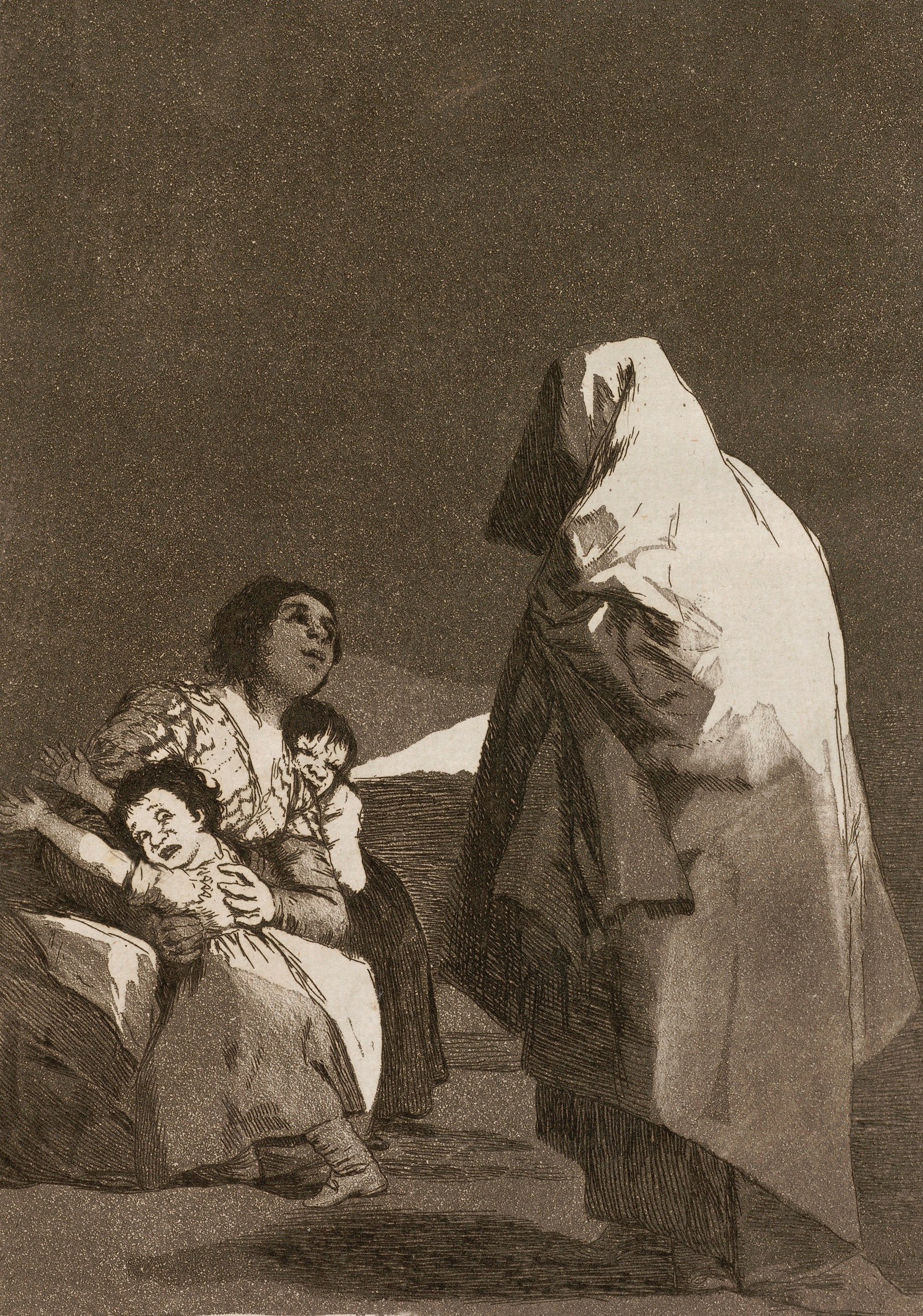
«Прихід Буки» (Aquí viene el Coco) малюнок Гойя, 1797 рік

Бу́ка або бугімен (англ. Bogeyman) — фольклорний персонаж, яким лякали неслухняних дітей.

## Опис
Букою раніше часто лякали дітей («не ходи, бука з'їсть»), остерігаючись їх від неприємностей, наприклад, щоб вони не виходили вночі з дому. Енциклопедичний словник Брокгауза та Ефрона стверджує, що «Народна фантазія, уособлюючи буку, зображує його з величезним відкритим ротом і довгим язиком, яким бука хапає дітей і, кинувши в горлянку, пожирає їх. Бука, за повір'ям, ходить тільки вночі, близько дворів і будинків, і забирає дітей, що трапляються йому ...», однак в інших джерелах ці ознаки невідомі. 
Зараз в побуті словом «бука» часто називають відлюдника, нетовариську, похмуру людину. Раніше були варіанти букан і буконя, прикметник буковатний, а в Сибіру дієслово букує  (букувати) (цуратися; поглядати спідлоба, від похмурості або сором'язливості). 
У слов'ян: Бука — маленька злісна істота, яке живе в шафі або під ліжком. Його бачать тільки діти, і діти ж від нього страждають, через те, що Бука дуже любить ночами нападати на них — хапати за ноги й тягнути під ліжко або в шафу (своє лігво). Боїться світла, від якого може загинути, і віри дорослих людей. Боїться, що дорослі в нього повірять.

## Бука в літературі
- У вокальному циклі російського композитора М. П. Мусоргського, під назвою «Дитяча», зображений побут дворянських дітей. У 1-й сцені «З нянею» дитина просить няню розповісти йому казку про Буку: «Розкажи мені, нянечко, розкажи мені, мила, про того, про Буку страшного. Як той Бука по лісах ходив, як той Бука в ліс дітей водив і як гриз він їх білі кісточки і як діти ті кричали-плакали! ... » (рос.«Расскажи мне, нянюшка, расскажи мне, милая, про того, про Буку страшного. Как тот Бука по лесам ходил, как тот Бука в лес детей водил и как грыз он их белые косточки и как дети те кричали-плакали!…») Текст самого Мусоргського.
- У короткій розповіді Стівена Кінга «І прийшов бука» чоловік розповідає як бука вбив всіх його дітей.
- У вірші-казці Тимофія Білозьорова «Бука».[3]
- У Михайла Супонина є п'єса-казка «Бука» про збиткове зайченя.

## Бука в кінематографі
- Серія повнометражних фільмів «Бугімен» заснована на розповіді Стівена Кінга «І прийшов бука».
- «Бугімен» — прізвисько головного героя кінофраншизи «Джон Уік» у виконанні Кіану Рівза.
- Уги Буги — злодій з мультфільму Жах перед Різдвом.